# Kašalj
Kašalj (Servisch: Кашаљ) is een plaats in de Servische gemeente Novi Pazar. De plaats telt 35 inwoners (2002).